# Hipolit Polański

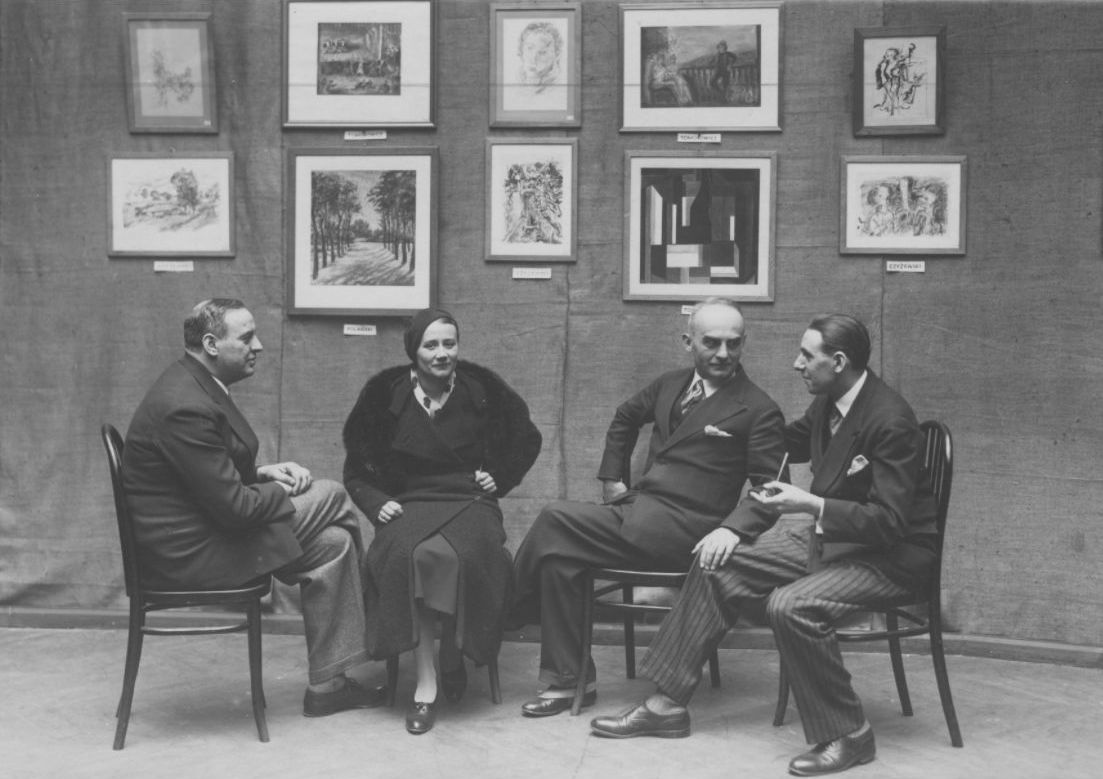
Wystawa prac Tytusa Czyżewskiego, W. Lama, Hipolita Polańskiego, Kazimierza Tomorowicza w Instytucie Krzewienia Sztuki w Poznaniu (luty 1934). Siedzą od lewej: Hipolit Polański, Konopińska, Jan Mroziński, Kazimierz Tomorowicz.

Hipolit Polański (ur. 23 sierpnia 1896 w Opolu Lubelskim, zm. 22 marca 1966 w Poznaniu) – polski malarz. 

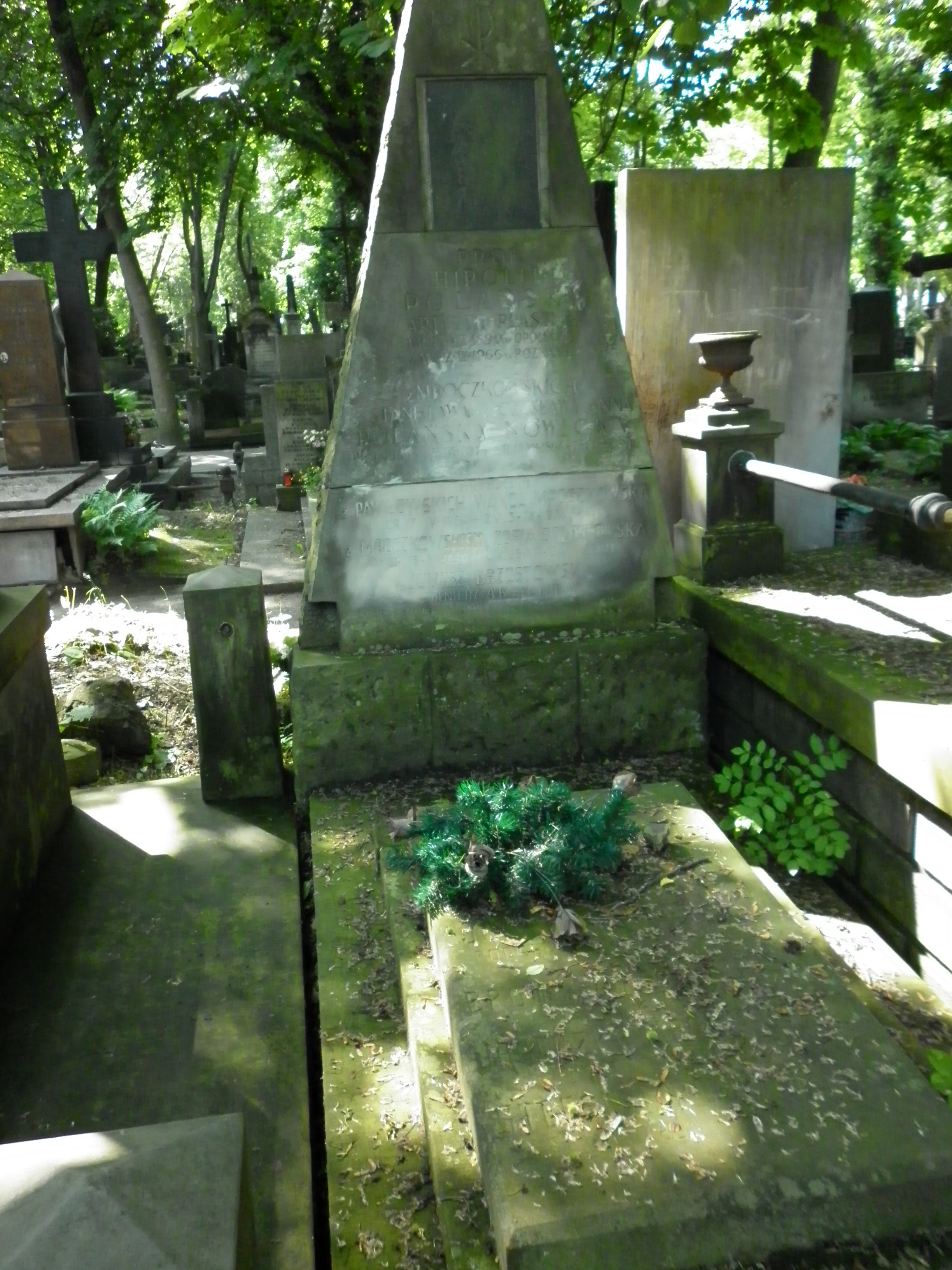
Grób Hipolita Polańskiego na cmentarzu Powązkowskim

## Życiorys
Studiował w Wyższej Szkole Malarstwa i Rzeźby w Moskwie, a następnie w latach 1919–1924, historię sztuki i archeologię klasyczną na Wydziale Humanistycznym Uniwersytetu Jagiellońskiego w Krakowie. 
Pod koniec okupacji był członkiem tymczasowego Zarządu Związku Plastyków i po przybyciu do Warszawy, w pierwszych miesiącach 1945 był prezesem Okręgu Warszawskiego ZPAP i przewodniczącym Komisji Artystycznej. W tym czasie był również członkiem Miejskiej Rady Narodowej m. stoł. Warszawy. Z końcem 1947 był wybrany prezesem Okręgu Poznańskiego ZPAP i przewodniczącym Komisji Artystycznej.
W latach 1947–1966 wykładał rysunek i malarstwo w Państwowej Wyższej Szkole Sztuk Plastycznych w Poznaniu. W latach 1950–1965 sprawował funkcję rektora tej uczelni. Był związany z kilkoma ugrupowaniami artystycznymi: „Formiści”, „Praesens”, „Nowa Generacja”, „Moderniści” i „Pryzmat”. Przyjaciel Stanisława Młodożeńca. Po wojnie zaprzyjaźniony z Janem Cybisem. Pochowany na Cmentarzu Powązkowskim. 